# El Campello
Pour les articles homonymes, voir Campello.
El Campello, en valencien et officiellement, (Campello en castillan), est une commune espagnole de la province d'Alicante, dans la Communauté valencienne. Elle est située dans la comarque de l'Alacantí et à 13 kilomètres au nord-est d'Alicante. Elle se trouve dans la zone à prédominance linguistique valencienne.

## Géographie

Localisation d'El Campello
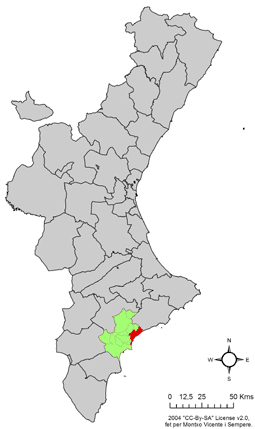
dans la Communauté valencienne.
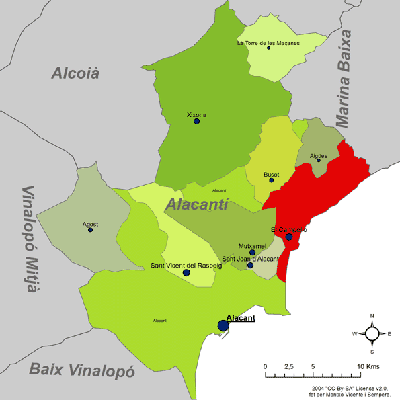
dans la comarque de l'Alacantí.

La silhouette des montagnes.

Le Monnegre (es), qui prend le nom de río Seco en traversant la Huerta d'Alicante (es), se jette dans la mer Méditerranée au sud du noyau urbain. De part et d’autre de son embouchure s’étirent les belles plages de Muchavista, qui prolonge celle de San Juan, et de Carrerlamar, que borde une longue promenade (paseo marítimo) conduisant à un petit port de pêche et de plaisance.
Le relief, relativement plane dans la partie méridionale de la localité, peut s’élever à plus de 300 mètres d’altitude au pied du Cabezón de Oro (es) et dans la cordillère de la Ballestera.
Les communes limitrophes sont celles d’Alicante au sud, de San Juan, Muchamiel et Busot à l’ouest, d’Aguas, Orcheta et Villajoyosa au nord. À l’est et au nord-est, le territoire municipal offre 23 kilomètres de côtes d'aspects très variés.
L'autoroute AP-7, « autoroute de la Méditerranée », la route nationale N-332 (es) et le tramway d'Alicante) tranversent El Campello parallèlement à la ligne de côte.

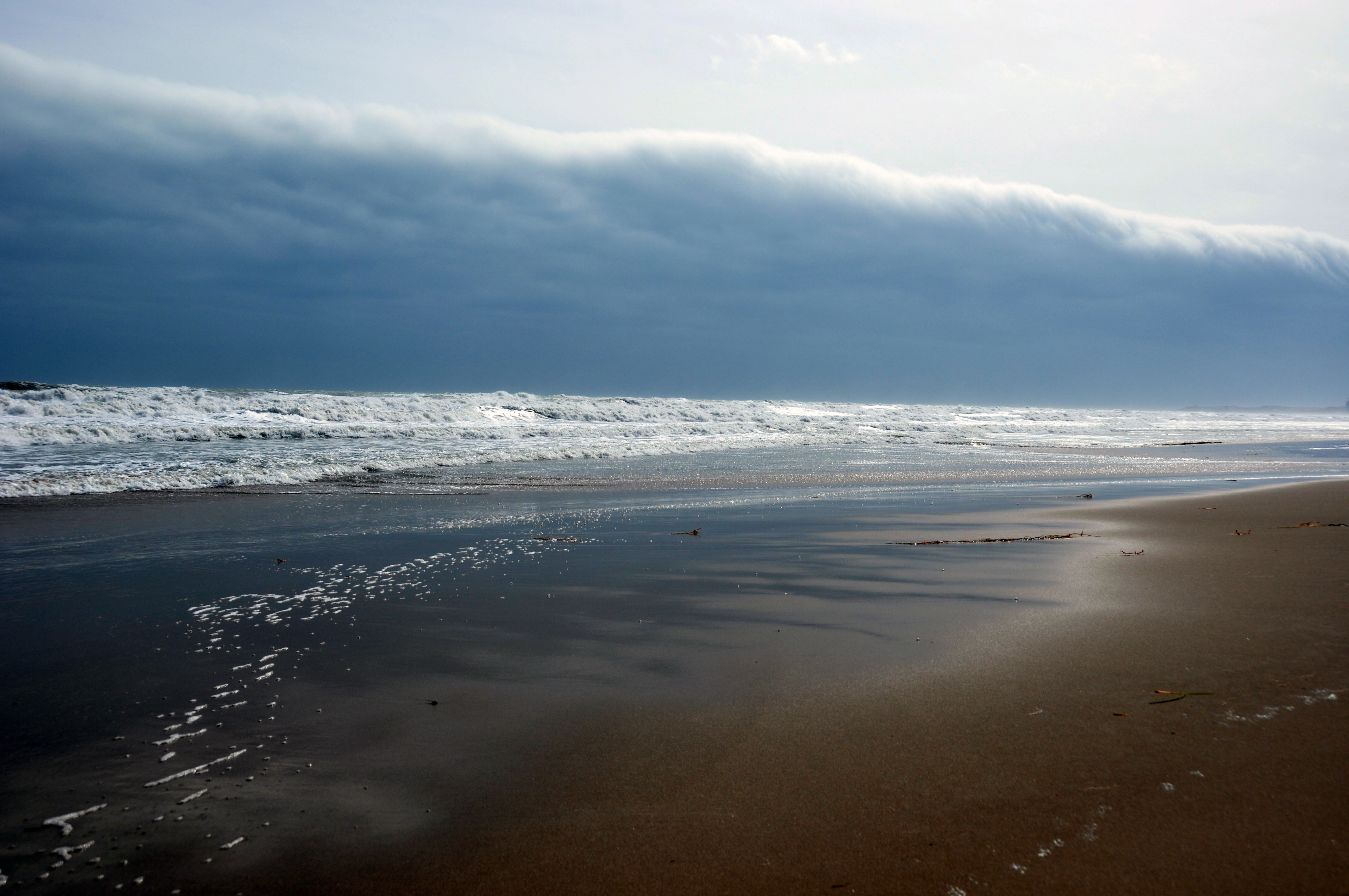
Playa de Muchavista.
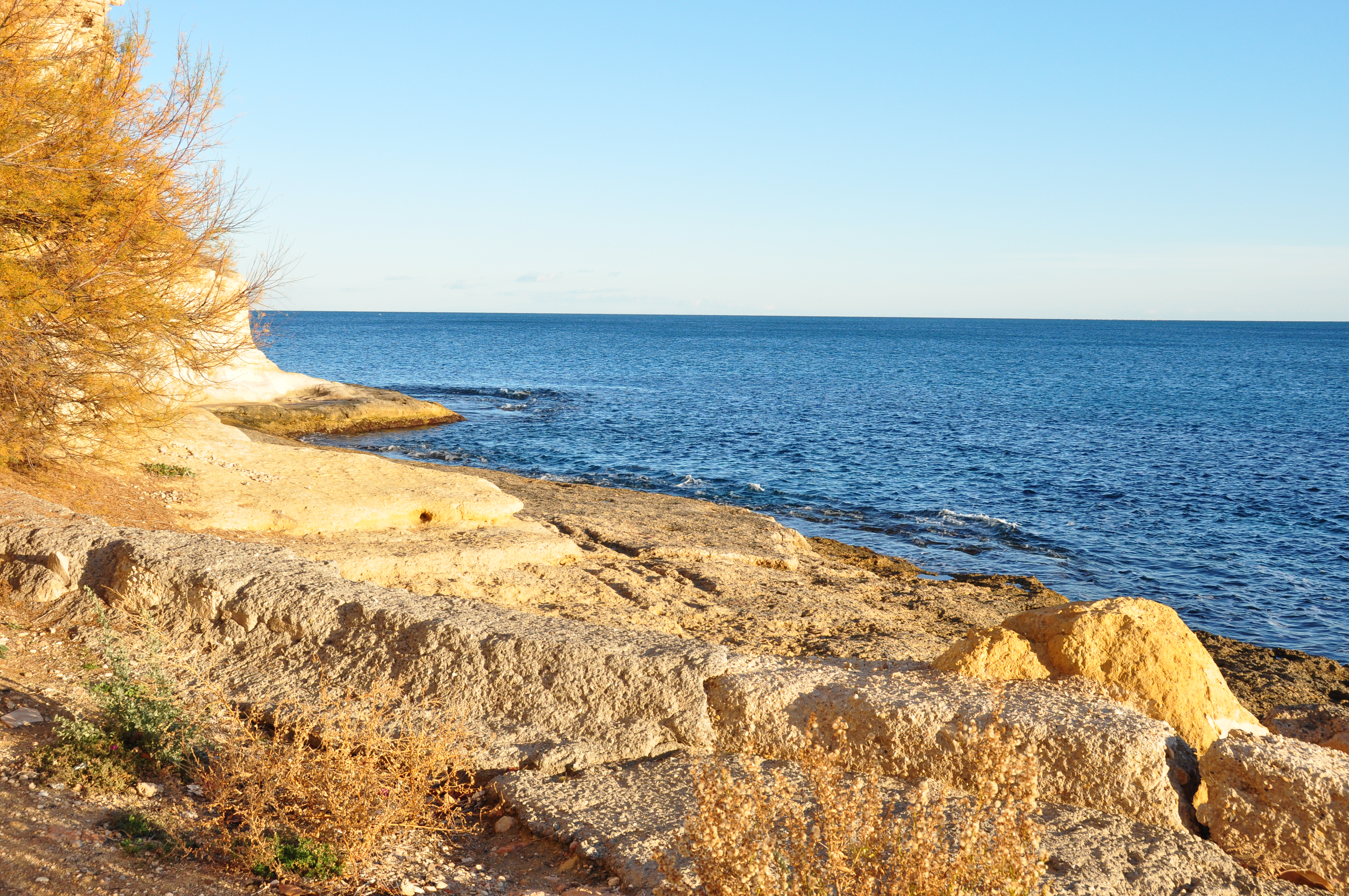
Llop Marí - L'Almadrava.
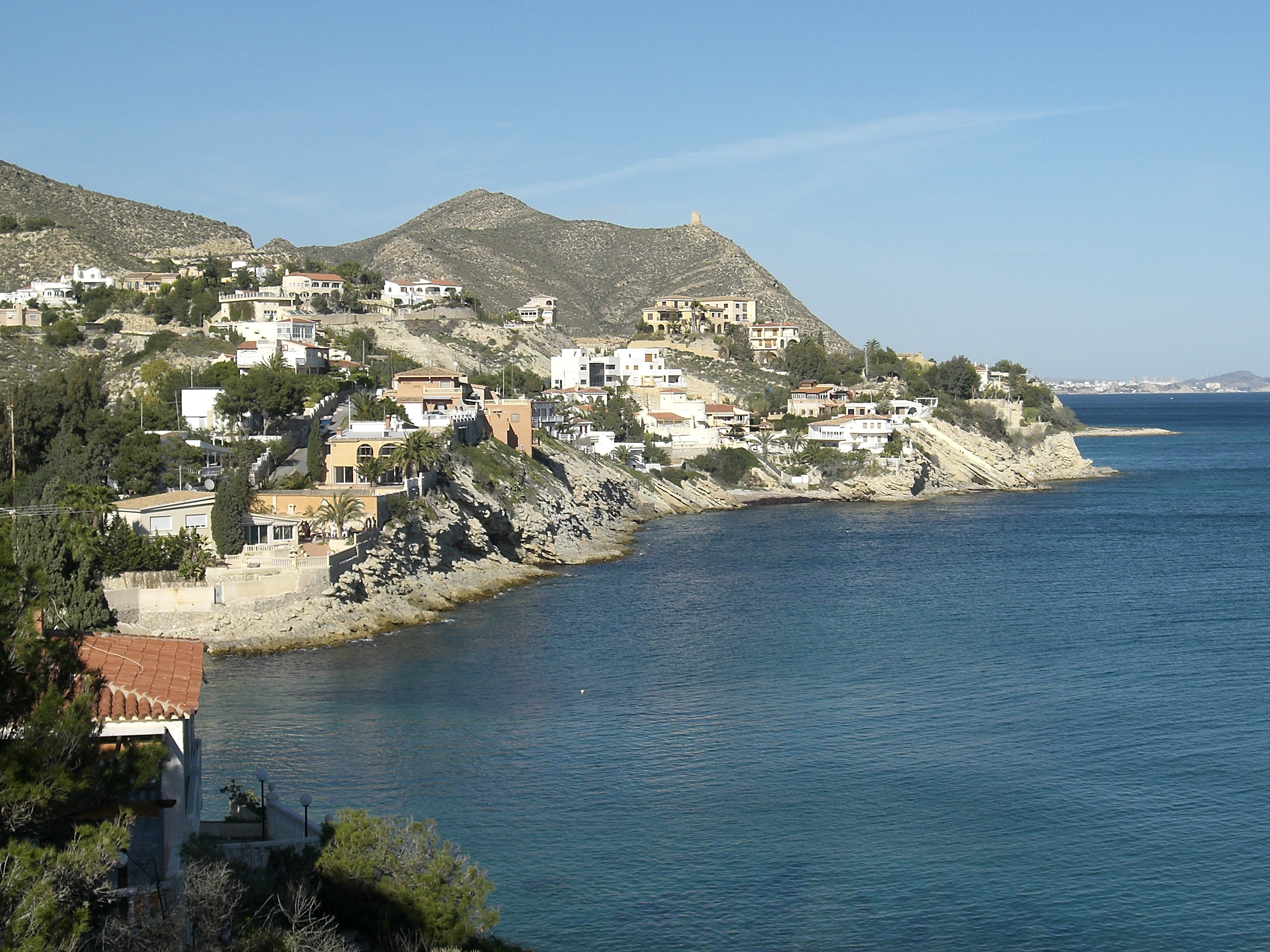
La Coveta Fumá.
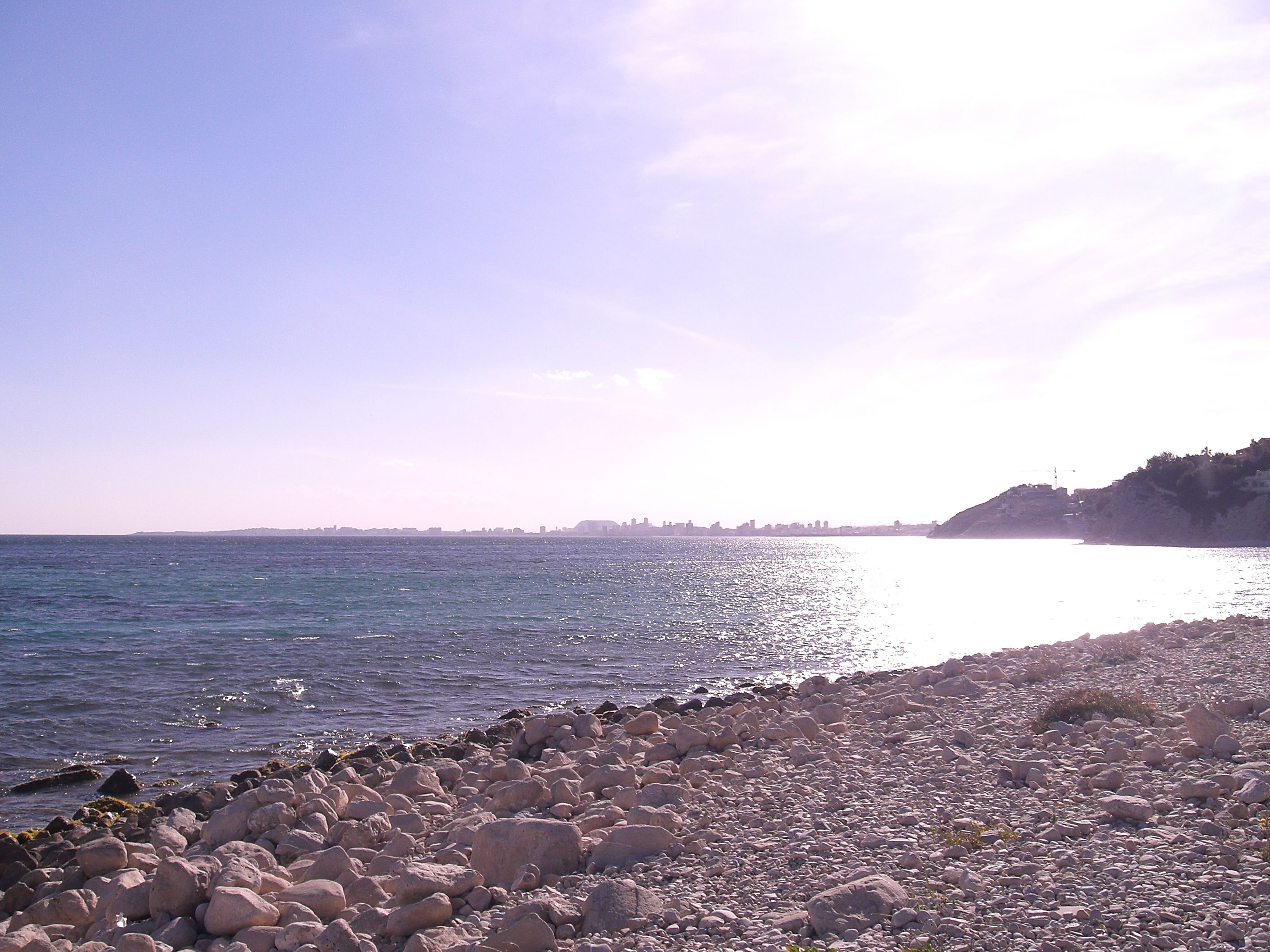
La ligne côtière vue du barranc d'Aigües en direction du Sud.
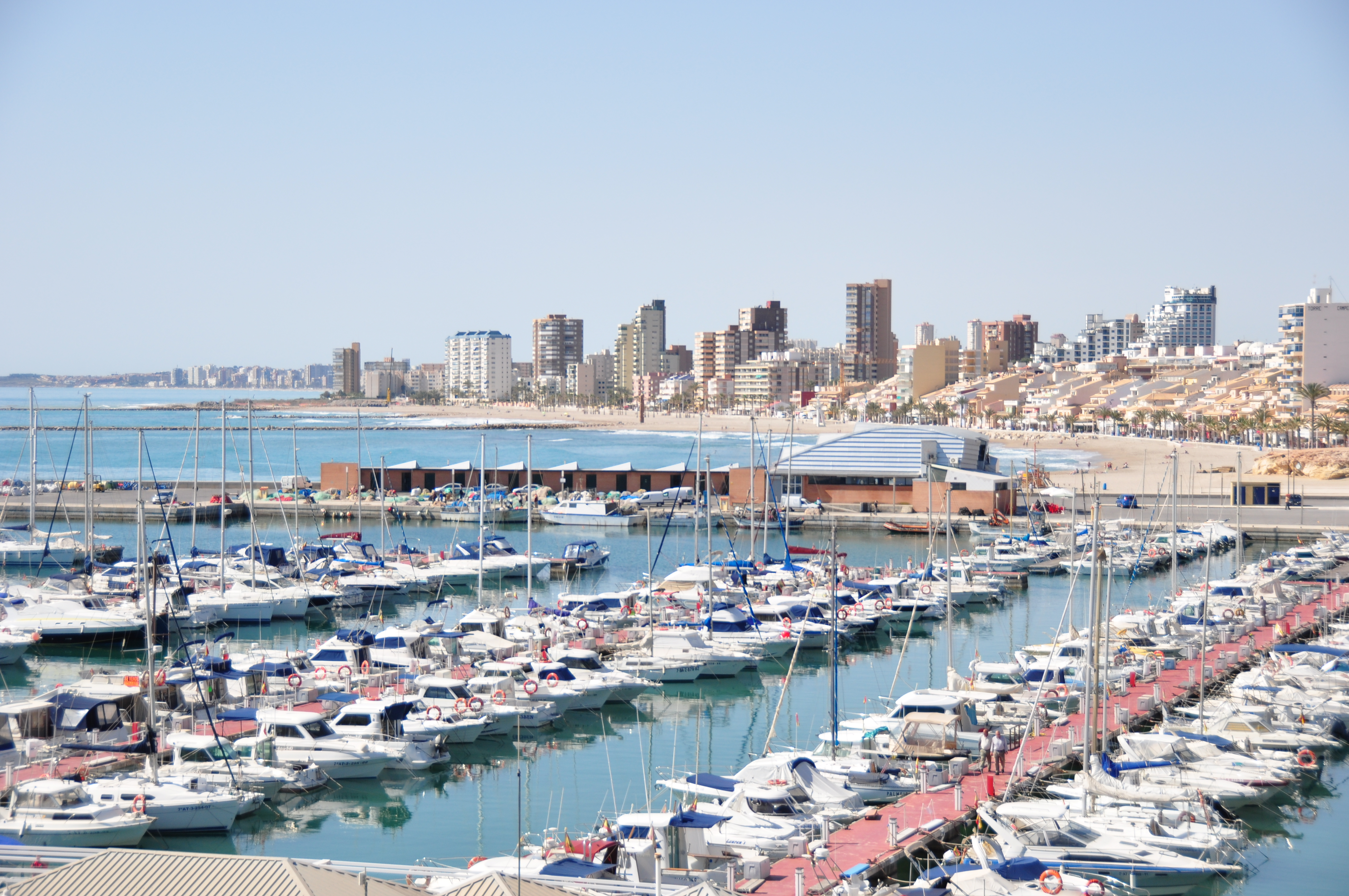
Le port, la criée aux poissons et le front de mer.

## Histoire

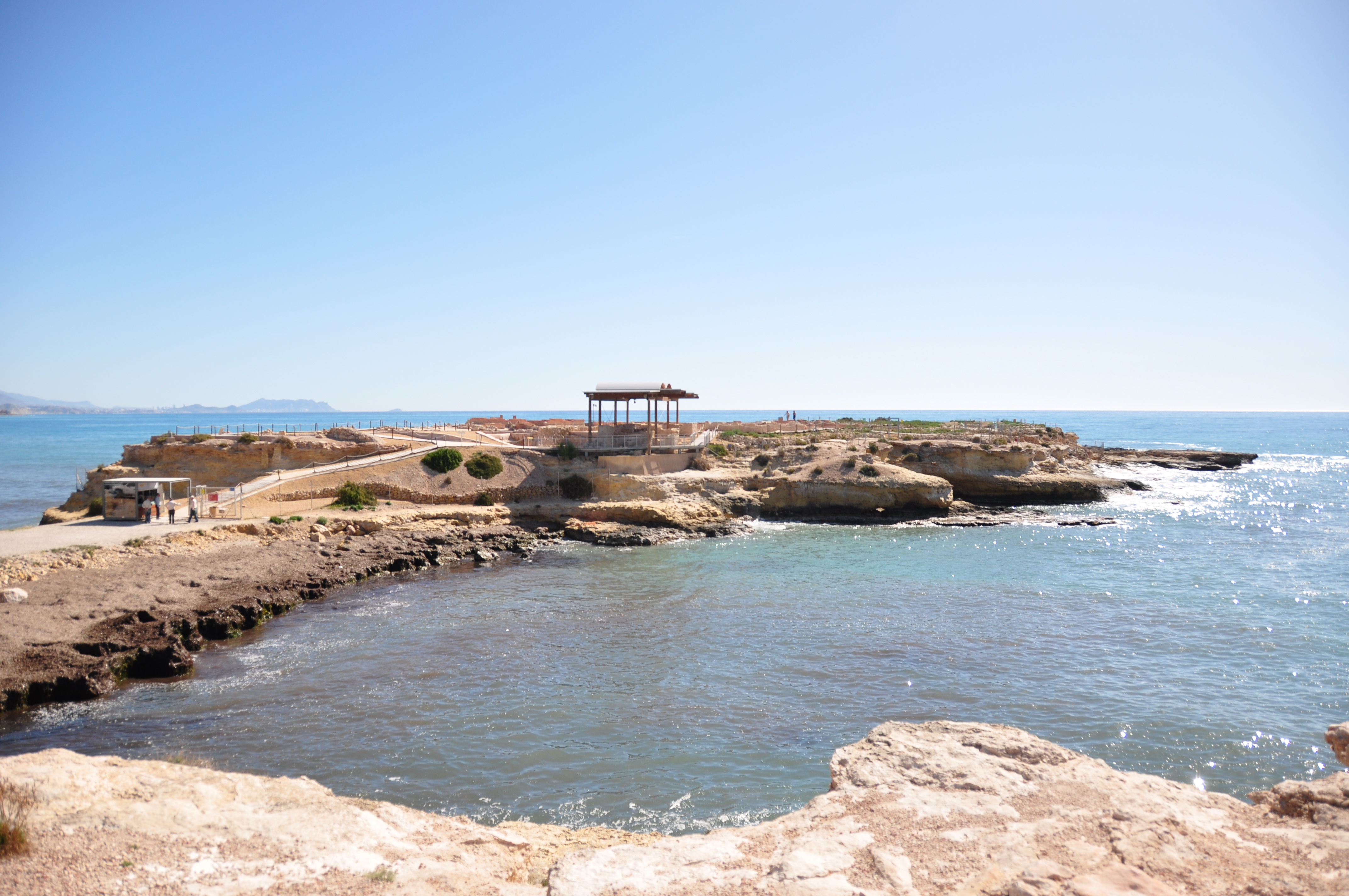
La Isleta.

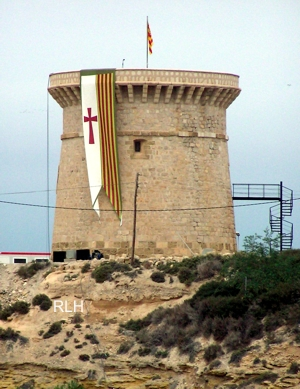
La tour d'El Campello.

Les plus anciennes traces d’occupation humaine du territoire d'El Campello remontent à l’Âge du bronze. Elles ont été relevées dans le gisement archéologique de La Isleta (es) en même temps que des vestiges des époques ibérique, romaine et islamique.
Alphonse X de Castille reconquit la zone au milieu du XIIIe siècle et l'incorpora à son royaume. Villajoyosa, située 17 kilomètres plus au Nord, appartenait au roi d'Aragon. En 1304, la sentence arbitrale de Torrellas déplaçant la frontière vers le sud, Alicante et El Campello, son district rural, passèrent dans le royaume de Valence.
Au XVIe siècle, les fréquentes incursions lancées par les Barbaresques contre les côtes du Levant espagnol entraînèrent la construction d'un réseau de tours de guet. Celle qui surplombe le port fut érigée entre 1554 et 1557.
Nicolás Pérez de Sarrió, propriétaire d’El Campello au XVIIIe siècle, initia un programme de colonisation des terres qui conduisit à la naissance du village en 1775. Vingt ans plus tard, un chantier naval établi à l’embouchure du río Seco favorisa le développement du quartier des pêcheurs. En 1873, le service spirituel qui dépendait depuis bientôt cinquante ans de San Juan, fut érigé en paroisse et en 1901, la localité, détachée d'Alicante, devint une municipalité indépendante.
La mise en service, à partir de 1914, d'une ligne ferrée à voie étroite reliant Alicante à Dénia, valut à El Campello la construction d'une gare, ce qui contribua beaucoup à son développement économique avant que le tourisme et l'étalement spatial de l’aire urbaine d’Alicante ne viennent modifier en profondeur la physionomie de la localité.
En septembre 2005, le nouveau bâtiment du lycée français d'Alicante (auparavant situé à Alicante même) a ouvert ses portes sur la commune d'El Campello.

## Démographie
Avec 30 600 habitants en 2024, El Campello occupe la quatorzième place dans le classement des municipalités de la province en fonction de leurs effectifs de population. À ce nombre de résidents permanents, il convient d’ajouter une population flottante qui peut atteindre les 70 000 individus en été.
Beaucoup de ces personnes vivent dans des lotissements du type urbanización éparpillés sur le territoire municipal.
El Campello a connu un essor démographique important depuis les années 1970 ; au cours de la période 1991-2010, sa croissance a été de près de 150 %. Cette augmentation rapide s’explique d’un côté par le développement de l'industrie touristique et de l'autre par sa fonction résidentielle au cœur de l'aire métropolitaine d'Alicante.
| Population | 2 928 | 2 992 | 3 012 | 3 582 | 3 746 | 4 477 | 5 871 | 8 335 | 11 094 | 15 200 | 19 238 | 24 674 | 26 043 | 26 511 | 26 941 |

## Administration
La commune est dirigée par un conseil municipal de vingt-et-un membres, élus pour un mandat de quatre ans.

## Économie
José Gomis LLedó (1916-2007), est né à Carrelamar, le district maritime d'El Campello. Dans son livre de souvenirs publié en 1999 (Campello entrañable), il rapporte que ce quartier était alors physiquement (et moralement) distinct du pueblo rural, organisé autour de la place de l'église, sur le plateau. Avant la motorisation des bâtiments, la flotte de pêche était constituée de quelque quatre cents faluchos, grosses barques d'une douzaine de mètres de longueur, fabriquées par les charpentiers navals du lieu. En période de chômage, lorsqu'ils étaient tous échoués sur la plage, ils formaient une longue barrière cachant la mer à la vue des habitants. Tout cela donnait du travail à un millier de pêcheurs environ...
De nos jours, l’industrie touristique, la construction, le registre varié des activités commerciales et de service propres à toute agglomération urbaine assurent le développement économique de la localité.

## Patrimoine

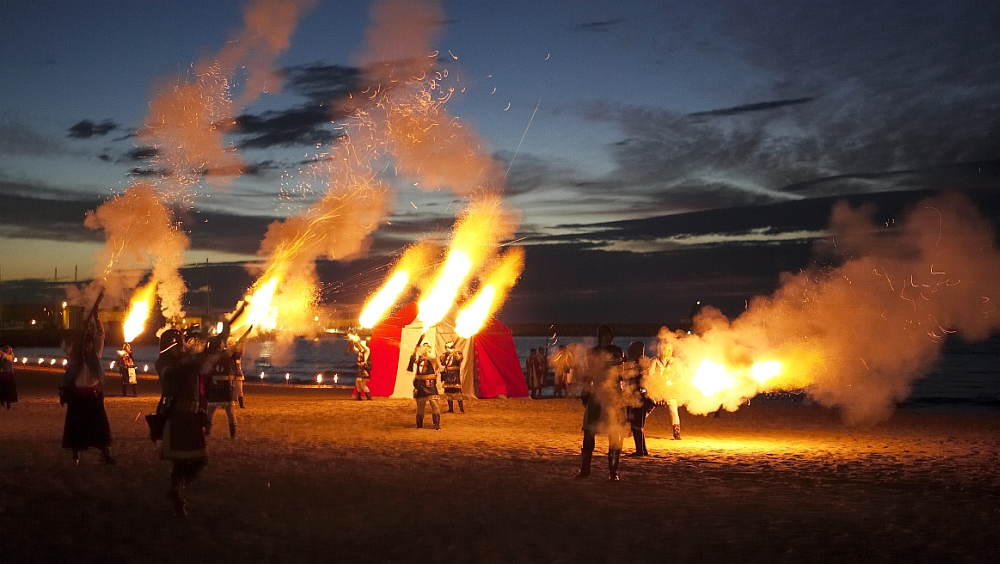
Moros y Cristianos (2006) : le débarquement.

## Fêtes locales
Les fiestas de la Virgen del Carmen (16 juillet) et celles des Moros y Cristianos (11-15 octobre) sont les deux principales manifestations du folklore local.

## Toutes-boîtes local

Frontispice de La Illeta no 179 (avril 2011/2).

La Illeta est le titre du toutes-boîtes local.
Le graphisme du premier A évoque la silhouette de la tour de guet qui domine le port.

### Sources et bibliographie
- (es) Varaciones de los municipios de España desde 1842, Ministerio de administraciones públicas, octobre 2008, 364 p. (lire en ligne) [PDF]
- (ca) Encarnació Giner i Parodi, A la vora de la mar, El Campello, Ajuntament del Campello, 1990, 174 p.
- (es) Remedios de los Angeles Climent, El Campello, mi pueblo, El Campello, chez l'Auteur, 1995, 230 p.
- (es) José Gomis Lledó, Campello entrañable, El Campello, 1999, 500 p.